# 영통입구시외버스정류장
영통입구시외버스정류장은 경기도 수원시 영통구 영통1동에 위치한 대한민국의 시외버스 정류장이다.
영통고가사거리 옆 황골신명한국아파트 앞에 있으며, 분당선 청명역에서 약 1 km 떨어진 곳이다. 수원 ~ 순천 운행 노선이 고속버스 전산망을 사용하여 고속버스 전산망상의 터미널 번호는 112이다.

## 운행 노선
대부분 수원종합버스터미널에서 출발한 버스 노선이 이 곳을 정차한다. 수원 출발 기준 약 15~20분 뒤에 이 곳에 도착한다.
| 방면        | 행선지                                                                                             |
| ----------- | -------------------------------------------------------------------------------------------------- |
| 수도권 방면 | 강남대, 광교, 광명, 공도, 기흥역, 동아방송대, 명지대, 신갈, 안성, 여주, 용인, 용인대, 이천, 태평리 |
| 강원권 방면 | 횡성휴게소, 동해, 강원대학교 삼척캠퍼스, 삼척                                                      |
| 충청권 방면 | 대전청사, 북청주, 아산, 오창, 유성, 천안, 청주                                                     |
| 호남권 방면 | 순천, 여천, 여수                                                                                   |

## 특이사항
- 승차권은 신갈 방면 "영통입구" 정류장에 설치된 매표소에서 판매한다.
- 하차장 위치는 승차장에서 약 200m 떨어진 맞은편 "영통입구" 정류장이다. 아주대학교, 수원종합버스터미널 방면으로 가는 시외버스를 여기서 탈 수 있다.

## 같이 보기
- 수원종합버스터미널
- 신갈시외버스정류장
- 아주대시외버스정류장